# Mistrzostwa Islandii w piłce nożnej mężczyzn
Mistrzostwa Islandii w piłce nożnej (isl. Ísland úrslita í knattspyrnu karla) – rozgrywki piłkarskie, prowadzone cyklicznie – corocznie lub co sezonowo (na przełomie dwóch lat kalendarzowych) – mające na celu wyłonienie najlepszej męskiej drużyny w Islandii.

## Historia
Mistrzostwa Islandii w piłce nożnej rozgrywane są od 1912 roku. Obecnie rozgrywki odbywają się w wielopoziomowych ligach: Úrvalsdeild, 1. deild, 2. deild oraz niższych klasach regionalnych.
W 1899 roku w Reykjavíku powstał pierwszy islandzki klub piłkarski FT Reykjavík. W sezonie 1912 startowała pierwsza edycja rozgrywek o mistrzostwo kraju. W Meistaraflokkur 3 drużyny walczyło systemem ligowym o tytuł mistrza kraju. W kolejnych dwóch sezonach do rozgrywek zgłosił się tylko jeden klub Fram Reykjavík, której przyznano tytuł mistrza Islandii.
Dopiero po zakończeniu II wojny światowej 26 marca 1947 roku została założona islandzka federacja piłkarska – KSI. W 1955 liga zmieniła nazwę na 1. deild.
Rozgrywki zawodowej Úrvalsdeild zainaugurowano w sezonie 1997.

## Mistrzowie i pozostali medaliści
| Sezon             | K | K | T  | Mistrz             | Wicemistrz         | III miejsce        | Br. | Król strzelców                                                                                    | Uwagi     |
| Meistaraflokkur   |   |   |    |                    |                    |                    |     |                                                                                                   |           |
| 1912              |   |   | 1  | Reykjavíkur        | Fram               | Vestmannaeyja      | ?   | ?                                                                                                 | 3 kluby   |
| 1913              |   |   | 1  | Fram               | Brak               | Brak               | 0   | Brak                                                                                              | 1 klub    |
| 1914              |   |   | 2  | Fram               | Brak               | Brak               | 0   | Brak                                                                                              | 1 klub    |
| 1915              |   |   | 3  | Fram               | Reykjavíkur        | Valur Reykjavík    | ?   | ?                                                                                                 | 3 kluby   |
| 1916              |   |   | 4  | Fram               | Reykjavíkur        | Valur Reykjavík    | ?   | ?                                                                                                 | 3 kluby   |
| 1917              |   |   | 5  | Fram               | Reykjavíkur        | Valur Reykjavík    | ?   | ?                                                                                                 | 3 kluby   |
| 1918              |   |   | 6  | Fram               | Víkingur Reykjavík | Valur Reykjavík    | ?   | ?                                                                                                 | 4 kluby   |
| 1919              |   |   | 2  | Reykjavíkur        | Fram               | Víkingur Reykjavík | ?   | ?                                                                                                 | 4 kluby   |
| 1920              |   |   | 1  | Víkingur Reykjavík | Reykjavíkur        | Fram               | ?   | ?                                                                                                 | 3 kluby   |
| 1921              |   |   | 7  | Fram               | Víkingur Reykjavík | Reykjavíkur        | ?   | ?                                                                                                 | 3 kluby   |
| 1922              |   |   | 8  | Fram               | Víkingur Reykjavík | Reykjavíkur        | ?   | ?                                                                                                 | 3 kluby   |
| 1923              |   |   | 9  | Fram               | Reykjavíkur        | Valur Reykjavík    | ?   | ?                                                                                                 | 4 kluby   |
| 1924              |   |   | 2  | Víkingur Reykjavík | Fram               | Reykjavíkur        | ?   | ?                                                                                                 | 4 kluby   |
| 1925              |   |   | 10 | Fram               | Víkingur Reykjavík | Reykjavíkur        | ?   | ?                                                                                                 | 4 kluby   |
| 1926              |   |   | 3  | Reykjavíkur        | Fram               | Víkingur Reykjavík | ?   | ?                                                                                                 | 5 klubów  |
| 1927              |   |   | 4  | Reykjavíkur        | Valur Reykjavík    | Víkingur Reykjavík | ?   | ?                                                                                                 | 4 kluby   |
| 1928              |   |   | 5  | Reykjavíkur        | Valur Reykjavík    | Víkingur Reykjavík | ?   | ?                                                                                                 | 3 kluby   |
| 1929              |   |   | 6  | Reykjavíkur        | Valur Reykjavík    | Brak               | ?   | ?                                                                                                 | 6 klubów  |
| 1930              |   |   | 1  | Valur Reykjavík    | Reykjavíkur        | Vestmannaeyja      | ?   | ?                                                                                                 | 5 klubów  |
| 1931              |   |   | 7  | Reykjavíkur        | Valur Reykjavík    | Víkingur Reykjavík | ?   | ?                                                                                                 | 4 kluby   |
| 1932              |   |   | 8  | Reykjavíkur        | Valur Reykjavík    | Vestmannaeyja      | ?   | ?                                                                                                 | 5 klubów  |
| 1933              |   |   | 2  | Valur Reykjavík    | Reykjavíkur        | Fram               | ?   | ?                                                                                                 | 4 kluby   |
| 1934              |   |   | 9  | Reykjavíkur        | Valur Reykjavík    | Fram               | ?   | ?                                                                                                 | 5 klubów  |
| 1935              |   |   | 3  | Valur Reykjavík    | Reykjavíkur        | Fram               | ?   | ?                                                                                                 | 4 kluby   |
| 1936              |   |   | 4  | Valur Reykjavík    | Reykjavíkur        | Fram               | ?   | ?                                                                                                 | 4 kluby   |
| 1937              |   |   | 5  | Valur Reykjavík    | Reykjavíkur        | Fram               | ?   | ?                                                                                                 | 3 kluby   |
| 1938              |   |   | 6  | Valur Reykjavík    | Víkingur Reykjavík | Fram               | ?   | ?                                                                                                 | 4 kluby   |
| 1939              |   |   | 11 | Fram               | Reykjavíkur        | Víkingur Reykjavík | ?   | ?                                                                                                 | 4 kluby   |
| 1940              |   |   | 7  | Valur Reykjavík    | Víkingur Reykjavík | Reykjavíkur        | ?   | ?                                                                                                 | 4 kluby   |
| 1941              |   |   | 10 | Reykjavíkur        | Valur Reykjavík    | Víkingur Reykjavík | ?   | ?                                                                                                 | 5 klubów  |
| 1942              |   |   | 8  | Valur Reykjavík    | Fram               | Reykjavíkur        | ?   | ?                                                                                                 | 5 klubów  |
| 1943              |   |   | 9  | Valur Reykjavík    | Reykjavíkur        | Fram               | ?   | ?                                                                                                 | 5 klubów  |
| 1944              |   |   | 10 | Valur Reykjavík    | Reykjavíkur        | Víkingur Reykjavík | ?   | ?                                                                                                 | 4 kluby   |
| 1945              |   |   | 11 | Valur Reykjavík    | Reykjavíkur        | Fram               | ?   | ?                                                                                                 | 4 kluby   |
| 1946              |   |   | 12 | Fram               | Reykjavíkur        | Valur Reykjavík    | ?   | ?                                                                                                 | 6 klubów  |
| 1947              |   |   | 13 | Fram               | Valur Reykjavík    | Reykjavíkur        | ?   | ?                                                                                                 | 5 klubów  |
| 1948              |   |   | 11 | Reykjavíkur        | Víkingur Reykjavík | Valur Reykjavík    | ?   | ?                                                                                                 | 4 kluby   |
| 1949              |   |   | 12 | Reykjavíkur        | Fram               | Valur Reykjavík    | ?   | ?                                                                                                 | 5 klubów  |
| 1950              |   |   | 13 | Reykjavíkur        | Fram               | Akraness           | ?   | ?                                                                                                 | 5 klubów  |
| 1951              |   |   | 1  | Akraness           | Valur Reykjavík    | Reykjavíkur        | ?   | ?                                                                                                 | 5 klubów  |
| 1952              |   |   | 14 | Reykjavíkur        | Akraness           | Fram               | ?   | ?                                                                                                 | 5 klubów  |
| 1953              |   |   | 2  | Akraness           | Valur Reykjavík    | Brak               | ?   | ?                                                                                                 | 6 klubów  |
| 1954              |   |   | 3  | Akraness           | Reykjavíkur        | Fram               | ?   | ?                                                                                                 | 6 klubów  |
| 1. deild          |   |   |    |                    |                    |                    |     |                                                                                                   |           |
| 1955              |   |   | 15 | Reykjavíkur        | Akraness           | Valur Reykjavík    | 7   | Ríkharður Jónsson (ÍA), Þórdur Jonsson (ÍA), Þórdur Þórdarson (ÍA)                                | 6 klubów  |
| 1956              |   |   | 12 | Valur Reykjavík    | Reykjavíkur        | Akraness           | 6   | Sigurður Bergsson (KR), þorður þorðarsson (ÍA)                                                    | 6 klubów  |
| 1957              |   |   | 4  | Akraness           | Fram               | Valur Reykjavík    | 6   | þorður þorðarsson (ÍA)                                                                            | 6 klubów  |
| 1958              |   |   | 5  | Akraness           | Reykjavíkur        | Valur Reykjavík    | 10  | þorður þorðarsson (ÍA)                                                                            | 6 klubów  |
| 1959              |   |   | 16 | Reykjavíkur        | Akraness           | Fram               | 11  | Þórólfur Beck (KR)                                                                                | 6 klubów  |
| 1960              |   |   | 6  | Akraness           | Reykjavíkur        | Fram               | 15  | Ingvar Elisson (IA), Þórólfur Beck (KR)                                                           | 6 klubów  |
| 1961              |   |   | 17 | Reykjavíkur        | Akraness           | Valur Reykjavík    | 16  | Þórólfur Beck (KR)                                                                                | 6 klubów  |
| 1962              |   |   | 14 | Fram               | Valur Reykjavík    | Akraness           | 11  | Ingvar Elisson (ÍA)                                                                               | 6 klubów  |
| 1963              |   |   | 18 | Reykjavíkur        | Akraness           | Valur Reykjavík    | 9   | Skuli Hakonarsson (ÍA)                                                                            | 6 klubów  |
| 1964              |   |   | 1  | ÍFK Keflavík       | Akraness           | Reykjavíkur        | 10  | Eyleifur Hafsteinsson (ÍA)                                                                        | 6 klubów  |
| 1965              |   |   | 19 | Reykjavíkur        | Akraness           | ÍFK Keflavík       | 11  | Balðvin Balðvinsson (KR)                                                                          | 6 klubów  |
| 1966              |   |   | 13 | Valur Reykjavík    | ÍFK Keflavík       | Vestmannaeyjar     | 10  | Jon Johansson (Keflavík)                                                                          | 6 klubów  |
| 1967              |   |   | 14 | Valur Reykjavík    | Fram               | Vestmannaeyjar     | 12  | Hermann Gunnarsson (Valur)                                                                        | 6 klubów  |
| 1968              |   |   | 20 | Reykjavíkur        | Fram               | Vestmannaeyjar     | 8   | Helgi Númason (Fram), Kári Árnason (ÍBA), Ólafur Lárusson (KR), Reynir Jónsson (Valur)            | 6 klubów  |
| 1969              |   |   | 2  | ÍFK Keflavík       | Akraness           | Reykjavíkur        | 9   | Matthías Hallgrímsson (ÍA)                                                                        | 7 klubów  |
| 1970              |   |   | 7  | Akraness           | Fram               | ÍFK Keflavík       | 14  | Hermann Gunnarsson (ÍBA)                                                                          | 8 klubów  |
| 1971              |   |   | 3  | ÍFK Keflavík       | Vestmannaeyjar     | Fram               | 13  | Steinar Jóhannsson (Keflavík)                                                                     | 8 klubów  |
| 1972              |   |   | 15 | Fram               | Vestmannaeyjar     | ÍFK Keflavík       | 15  | Tómas Pálsson (ÍBV)                                                                               | 8 klubów  |
| 1973              |   |   | 4  | ÍFK Keflavík       | Valur Reykjavík    | Vestmannaeyjar     | 17  | Hermann Gunnarsson (Valur)                                                                        | 8 klubów  |
| 1974              |   |   | 8  | Akraness           | ÍFK Keflavík       | Valur Reykjavík    | 9   | Teitur Þórðarson (ÍA)                                                                             | 8 klubów  |
| 1975              |   |   | 9  | Akraness           | Fram               | Valur Reykjavík    | 10  | Matthías Hallgrímsson (ÍA)                                                                        | 8 klubów  |
| 1976              |   |   | 15 | Valur Reykjavík    | Fram               | Akraness           | 16  | Ingi Björn Albertsson (Valur)                                                                     | 9 klubów  |
| 1977              |   |   | 10 | Akraness           | Valur Reykjavík    | Vestmannaeyjar     | 16  | Pétur Pétursson (ÍA)                                                                              | 10 klubów |
| 1978              |   |   | 16 | Valur Reykjavík    | Akraness           | ÍFK Keflavík       | 19  | Pétur Pétursson (ÍA)                                                                              | 10 klubów |
| 1979              |   |   | 1  | Vestmannaeyjar     | Akraness           | Valur Reykjavík    | 10  | Sigurlás Þorleifsson (Víkingur)                                                                   | 10 klubów |
| 1980              |   |   | 17 | Valur Reykjavík    | Fram               | Akraness           | 13  | Matthías Hallgrímsson (Valur)                                                                     | 10 klubów |
| 1981              |   |   | 3  | Víkingur Reykjavík | Fram               | Akraness           | 12  | Lárus Guðmundsson (Víkingur), Sigurlás Þorleifsson (ÍBV)                                          | 10 klubów |
| 1982              |   |   | 4  | Víkingur Reykjavík | Vestmannaeyjar     | Reykjavíkur        | 10  | Heimir Karlsson (Víkingur), Sigurlás Þorleifsson (ÍBV)                                            | 10 klubów |
| 1983              |   |   | 11 | Akraness           | Reykjavíkur        | Breiðablik UBK     | 14  | Ingi Björn Albertsson (Valur)                                                                     | 10 klubów |
| 1984              |   |   | 12 | Akraness           | Valur Reykjavík    | ÍFK Keflavík       | 10  | Guðmundur Steinsson (Fram)                                                                        | 10 klubów |
| 1985              |   |   | 18 | Valur Reykjavík    | Akraness           | Þór Akureyri       | 13  | Ómar Torfason (Fram)                                                                              | 10 klubów |
| 1986              |   |   | 16 | Fram               | Valur Reykjavík    | Akraness           | 19  | Guðmundur Torfason (Fram)                                                                         | 10 klubów |
| 1987              |   |   | 19 | Valur Reykjavík    | Fram               | Akraness           | 12  | Pétur Ormslev (Fram)                                                                              | 10 klubów |
| 1988              |   |   | 17 | Fram               | Valur Reykjavík    | Akraness           | 13  | Sigurjón Kristjánsson (Valur)                                                                     | 10 klubów |
| 1989              |   |   | 1  | Akureyrar          | Hafnarfjarðar      | Fram               | 12  | Hörður Magnússon (FH)                                                                             | 10 klubów |
| 1990              |   |   | 18 | Fram               | Reykjavíkur        | Vestmannaeyjar     | 12  | Hörður Magnússon (FH)                                                                             | 10 klubów |
| 1991              |   |   | 5  | Víkingur Reykjavík | Fram               | Reykjavíkur        | 13  | Guðmundur Steinsson (Víkingur), Hörður Magnússon (FH)                                             | 10 klubów |
| 1992              |   |   | 13 | Akraness           | Reykjavíkur        | Þór Akureyri       | 15  | Arnar Gunnlaugsson (ÍA)                                                                           | 10 klubów |
| 1993              |   |   | 14 | Akraness           | Hafnarfjarðar      | ÍFK Keflavík       | 19  | Þórður Guðjónsson (ÍA)                                                                            | 10 klubów |
| 1994              |   |   | 15 | Akraness           | Hafnarfjarðar      | ÍFK Keflavík       | 14  | Mihajilo Bibercic (ÍA)                                                                            | 10 klubów |
| 1995              |   |   | 16 | Akraness           | Reykjavíkur        | Vestmannaeyjar     | 15  | Arnar Gunnlaugsson (ÍA)                                                                           | 10 klubów |
| 1996              |   |   | 17 | Akraness           | Reykjavíkur        | Leiftur            | 14  | Ríkharður Daðason (KR)                                                                            | 10 klubów |
| Úrvalsdeild       |   |   |    |                    |                    |                    |     |                                                                                                   |           |
| 1997              |   |   | 2  | Vestmannaeyjar     | Akraness           | Leiftur            | 19  | Tryggvi Guðmundsson (ÍBV)                                                                         | 10 klubów |
| 1998              |   |   | 3  | Vestmannaeyjar     | Reykjavíkur        | Akraness           | 16  | Steingrímur Jóhannesson (ÍBV)                                                                     | 10 klubów |
| 1999              |   |   | 21 | Reykjavíkur        | Vestmannaeyjar     | Leiftur            | 12  | Steingrímur Jóhannesson (ÍBV)                                                                     | 10 klubów |
| 2000              |   |   | 22 | Reykjavíkur        | Fylkir             | Grindavíkur        | 14  | Andri Sigþórsson (KR)                                                                             | 10 klubów |
| 2001              |   |   | 18 | Akraness           | Vestmannaeyjar     | Hafnarfjarðar      | 15  | Hjörtur Hjartarson (ÍA)                                                                           | 10 klubów |
| 2002              |   |   | 23 | Reykjavíkur        | Fylkir             | Grindavíkur        | 13  | Grétar Hjartarson (Grindavík)                                                                     | 10 klubów |
| 2003              |   |   | 24 | Reykjavíkur        | Hafnarfjarðar      | Akraness           | 10  | Björgólfur Hideaki Takefusa (Þróttur), Gunnar Heiðar Þorvaldsson (ÍBV), Sören Hermansen (Þróttur) | 10 klubów |
| 2004              |   |   | 1  | Hafnarfjarðar      | Vestmannaeyjar     | Akraness           | 12  | Gunnar Heiðar Þorvaldsson (ÍBV)                                                                   | 10 klubów |
| 2005              |   |   | 2  | Hafnarfjarðar      | Valur Reykjavík    | Akraness           | 16  | Tryggvi Guðmundsson (FH)                                                                          | 10 klubów |
| 2006              |   |   | 3  | Hafnarfjarðar      | Reykjavíkur        | Valur Reykjavík    | 11  | Marel Baldvinsson (Breiðablik)                                                                    | 10 klubów |
| 2007              |   |   | 20 | Valur Reykjavík    | Hafnarfjarðar      | Akraness           | 13  | Jónas Grani Garðarsson (Fram), Helgi Sigurðsson (Valur)                                           | 10 klubów |
| 2008              |   |   | 4  | Hafnarfjarðar      | ÍFK Keflavík       | Fram               | 16  | Guðmundur Steinarsson (Keflavík)                                                                  | 12 klubów |
| 2009              |   |   | 5  | Hafnarfjarðar      | Reykjavíkur        | Fylkir             | 16  | Björgólfur Hideaki Takefusa (KR)                                                                  | 12 klubów |
| 2010              |   |   | 1  | Breiðablik UBK     | Hafnarfjarðar      | Vestmannaeyja      | 16  | Atli Viðar Björnsson (FH), Alfreð Finnbogason (Breiðablik), Gilles Daniel Mbang Ondo (Grindavík)  | 12 klubów |
| 2011              |   |   | 25 | Reykjavíkur        | Hafnarfjarðar      | Vestmannaeyja      | 15  | Garðar Jóhannsson (Stjarnan)                                                                      | 12 klubów |
| 2012              |   |   | 6  | Hafnarfjarðar      | Breiðablik UBK     | Vestmannaeyja      | 12  | Atli Guðnason (FH)                                                                                | 12 klubów |
| 2013              |   |   | 26 | Reykjavíkur        | Hafnarfjarðar      | Stjarnan           | 13  | Atli Viðar Björnsson (FH), Viðar Örn Kjartansson (Fylkir), Gary John Martin (KR)                  | 12 klubów |
| 2014              |   |   | 1  | Stjarnan           | Hafnarfjarðar      | Reykjavíkur        | 13  | Gary John Martin (KR)                                                                             | 12 klubów |
| 2015              |   |   | 7  | Hafnarfjarðar      | Breiðablik UBK     | Reykjavíkur        | 13  | Patrick Pedersen (Valur)                                                                          | 12 klubów |
| 2016              |   |   | 8  | Hafnarfjarðar      | Stjarnan           | Reykjavíkur        | 14  | Garðar Gunnlaugsson (ÍA)                                                                          | 12 klubów |
| 2017              |   |   | 21 | Valur Reykjavík    | Stjarnan           | Hafnarfjarðar      | 19  | Andri Rúnar Bjarnason (Grindavík)                                                                 | 12 klubów |
| 2018              |   |   | 22 | Valur Reykjavík    | Breiðablik UBK     | Stjarnan           | 17  | Patrick Pedersen (Valur)                                                                          | 12 klubów |
| 2019              |   |   | 27 | Reykjavíkur        | Breiðablik UBK     | Hafnarfjarðar      | 14  | Gary John Martin (Valur)                                                                          | 12 klubów |
| 2020              |   |   | 23 | Valur Reykjavík    | Hafnarfjarðar      | Stjarnan           | 17  | Steven Lennon (FH)                                                                                | 12 klubów |
| 2021              |   |   | 6  | Víkingur Reykjavík | Breiðablik UBK     | Reykjavíkur        | 16  | Nikolaj Hansen (Víkingur)                                                                         | 12 klubów |
| Besta deild karla |   |   |    |                    |                    |                    |     |                                                                                                   |           |
| 2022              |   |   | 2  | Breiðablik UBK     | Akureyrar          | Víkingur Reykjavík | 17  | Nökkvi Þeyr Þórisson (KA), Guðmundur Magnússon (Fram)                                             | 12 klubów |
| 2023              |   |   | 7  | Víkingur Reykjavík | Valur              | Stjarnan           | 17  | Emil Atlason (Breiðablik / Stjarnan)                                                              | 12 klubów |
| 2024              |   |   | 3  | Breiðablik UBK     | Víkingur Reykjavík | Valur              | 21  | Benóný Breki Andrésson (KR Reykjavík)                                                             | 12 klubów |

## Statystyka

### Klasyfikacja według klubów
W dotychczasowej historii Mistrzostw Islandii na podium oficjalnie stawało w sumie 22 drużyny. Liderem klasyfikacji jest Reykjavíkur, który zdobył 27 tytułów mistrzowskich.
Stan na 29 października 2024.
| Lp. | Klub               | Miejsca na podium | Miejsca na podium | Miejsca na podium | Zwycięskie sezony |    |    | |
| --- | ------------------ | ----------------- | ----------------- | ----------------- | --- | -- | -- | --- |
| Lp. | Klub               | 1.                | Reykjavíkur       | 27                | Zwycięskie sezony | 27 | 16 | 1912, 1919, 1926, 1927, 1928, 1929, 1931, 1932, 1934, 1941, 1948, 1949, 1950, 1952, 1955, 1959, 1961, 1963, 1965, 1968, 1999, 2000, 2002, 2003, 2011, 2013, 2019 |
| 2.  | Valur Reykjavík    | 23                | 18                | 18                | 1930, 1933, 1935, 1936, 1937, 1938, 1940, 1942, 1943, 1944, 1945, 1956, 1966, 1967, 1976, 1978, 1980, 1985, 1987, 2007, 2017, 2018, 2020 |    |    | |
| 3.  | Fram               | 18                | 17                | 16                | 1913, 1914, 1915, 1916, 1917, 1918, 1921, 1922, 1923, 1925, 1939, 1946, 1947, 1962, 1972, 1986, 1988, 1990                               |    |    | |
| 4.  | Akraness           | 18                | 12                | 14                | 1951, 1953, 1954, 1957, 1958, 1960, 1970, 1974, 1975, 1977, 1983, 1984, 1992, 1993, 1994, 1995, 1996, 2001                               |    |    | |
| 5.  | Hafnarfjarðar      | 8                 | 10                | 3                 | 2004, 2005, 2006, 2008, 2009, 2012, 2015, 2016                                                                                           |    |    | |
| 6.  | Víkingur Reykjavík | 7                 | 8                 | 9                 | 1920, 1924, 1981, 1982, 1991, 2021, 2023                                                                                                 |    |    | |
| 7.  | ÍFK Keflavík       | 4                 | 3                 | 7                 | 1964, 1969, 1971, 1973 |    |    | |
| 8.  | Vestmannaeyjar     | 3                 | 6                 | 13                | 1979, 1997, 1998 |    |    | |
| 9.  | Breiðablik UBK     | 3                 | 5                 | 1                 | 2010, 2022, 2024 |    |    | |
| 10. | Stjarnan           | 1                 | 2                 | 4                 | 2014 |    |    | |
| 11. | KA Akureyrar       | 1                 | 1                 | 0                 | 1989 |    |    | |
| 12. | Fylkir             | 0                 | 2                 | 1                 | |    |    | |
| 13. | Leiftur            | 0                 | 0                 | 3                 | |    |    | |
| 14. | Grindavíkur        | 0                 | 0                 | 2                 | |    |    | |
| 14. | Þór Akureyri       | 0                 | 0                 | 2                 | |    |    | |

### Klasyfikacja według miast
Siedziby klubów: Stan na 29 października 2024.
| Miasto         | Liczba tytułów | Kluby                                                                     |
| -------------- | -------------- | ------------------------------------------------------------------------- |
| Reykjavík      | 75             | Reykjavíkur (27), Valur Reykjavík (23), Fram (18), Víkingur Reykjavík (7) |
| Akranes        | 18             | Akraness (18)                                                             |
| Hafnarfjörður  | 8              | Hafnarfjarðar (8)                                                         |
| Keflavík       | 4              | ÍFK Keflavík (4)                                                          |
| Vestmannaeyjar | 3              | Vestmannaeyjar (3)                                                        |
| Kópavogur      | 3              | Breiðablik UBK (3)                                                        |
| Akureyri       | 1              | Akureyrar (1)                                                             |
| Garðabær       | 1              | Stjarnan (1)                                                              |

## Uhonorowane kluby
Po zdobyciu 5 tytułów mistrza Islandii zezwala się na umieszczanie na koszulce złotej gwiazdki symbolizującej liczbę wywalczonych tytułów mistrzowskich, kolejna gwiazdka po 10 itd.
Obecnie (stan na grudzień 2022) mistrzowskie gwiazdki ma:
- KR Reykjavík
- Valur Reykjavík
- Fram Reykjavík
- ÍA Akraness
- FH Hafnarfjarðar
- Víkingur Reykjavík

## Uczestnicy
30 zespołów, które wzięły udział w 114 sezonach Mistrzostw Islandii, które były prowadzone od 1912 aż do sezonu 2025 łącznie. Żaden z zespołów nie był zawsze obecny w każdej edycji.
Pogrubione zespoły biorące udział w sezonie 2025.
- 111 razy: KR Reykjavík
- 105 razy: Valur Reykjavík
- 97 razy: Fram Reykjavík
- 74 razy: Víkingur Reykjavík
- 71 razy: ÍA Akranes
- 55 razy: Keflavík
- 54 razy: ÍBV Vestmannaeyjar
- 44 razy: FH Hafnarfjarður
- 40 razy: Breiðablik
- 26 razy: Fylkir
- 23 razy: KA Akureyri, Stjarnan
- 20 razy: Grindavík, ÍBA Akureyri
- 19 razy: Þróttur
- 17 razy: Þór
- 8 razy: Fjölnir
- 7 razy: HK Kópavogur, KS/Leiftur
- 4 razy: Víðir Garður
- 3 razy: ÍBÍ, Leiknir, Víkingur Ólafsvík
- 2 razy: ÍH Hafnarfjorður, Haukar, Selfoss, Vestri, Völsungur
- 1 raz: Grótta, ÍR Reykjavík, Skallagrímur, UMF Afturelding.